# 佐々木駅 (石川県)
佐々木駅（ささきえき）は、石川県小松市佐々木町に存在した北陸鉄道小松線の駅（廃駅）である。

## 概要
近くに小松市立女子高校（当時）と小松商業高校の2校があり、通学生の利用が多く、乗降客数は小松駅に次いで多かった（1979年当時、一日平均900人）。

## 歴史
- 1929年（昭和4年）5月15日：白山電気鉄道の駅として開業。
- 1937年（昭和12年）11月4日：小松電気鉄道に社名変更、同社の駅となる。
- 1945年（昭和20年）7月20日：小松電気鉄道から北陸鉄道に営業権譲渡、同社の駅となる。
- 1986年（昭和61年）6月1日：小松線全線廃止により廃駅。

## 駅構造
単式ホーム1面1線の無人駅。南側の国道360号に沿う形で、ホームは線路より北側に位置していた。晩年の頃には北側に小松市道が通され、当駅は二本の道に挟まれる形となっていた。

## 廃止後
跡地は後に当時の小松市道と国道360号と一体化する形で、国道360号の4車線道路の敷地となっており、痕跡は完全に消滅している。

## 隣の駅
北陸鉄道
小松線
加賀八幡駅 - 佐々木駅 - 軽海駅